# Bidsina Iwanischwili

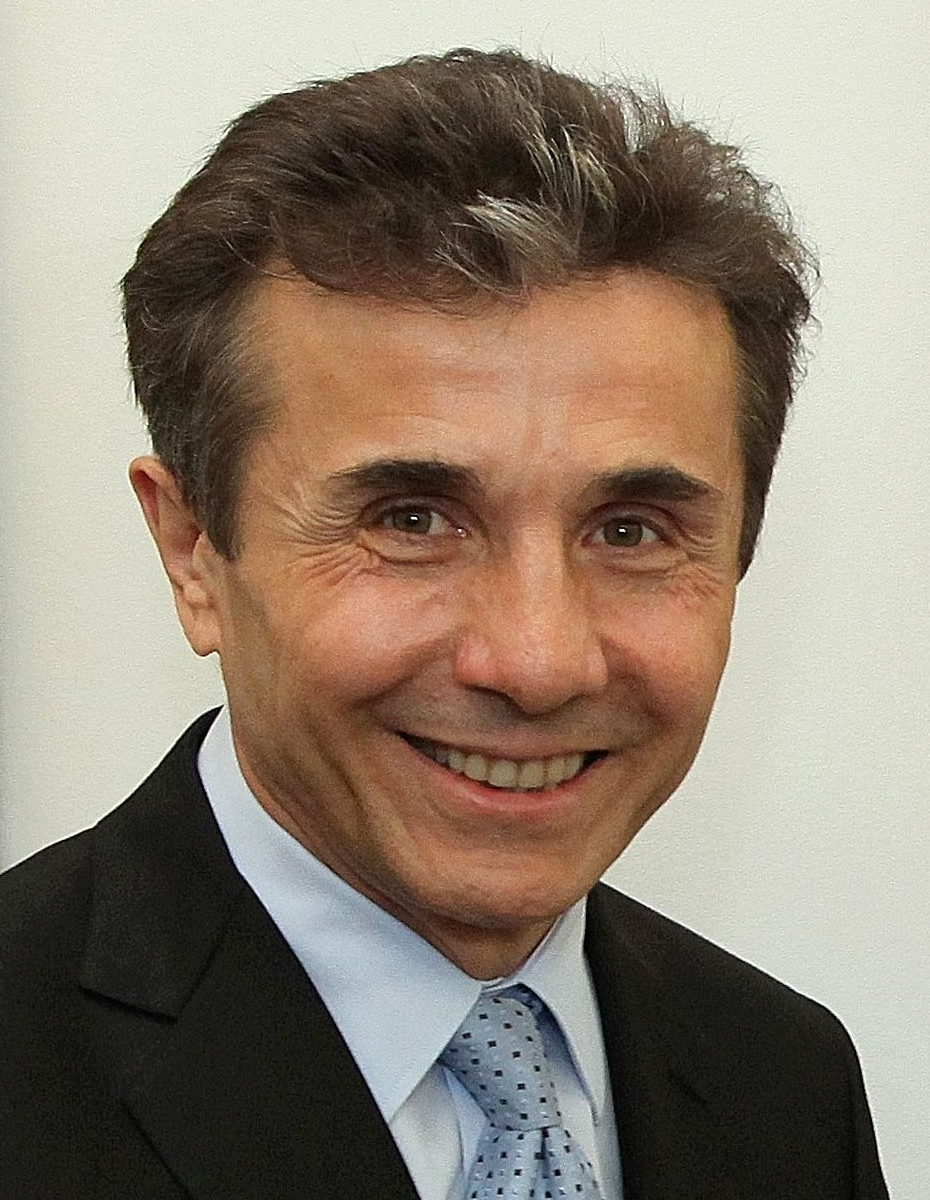
Bidsina Iwanischwili (2013)

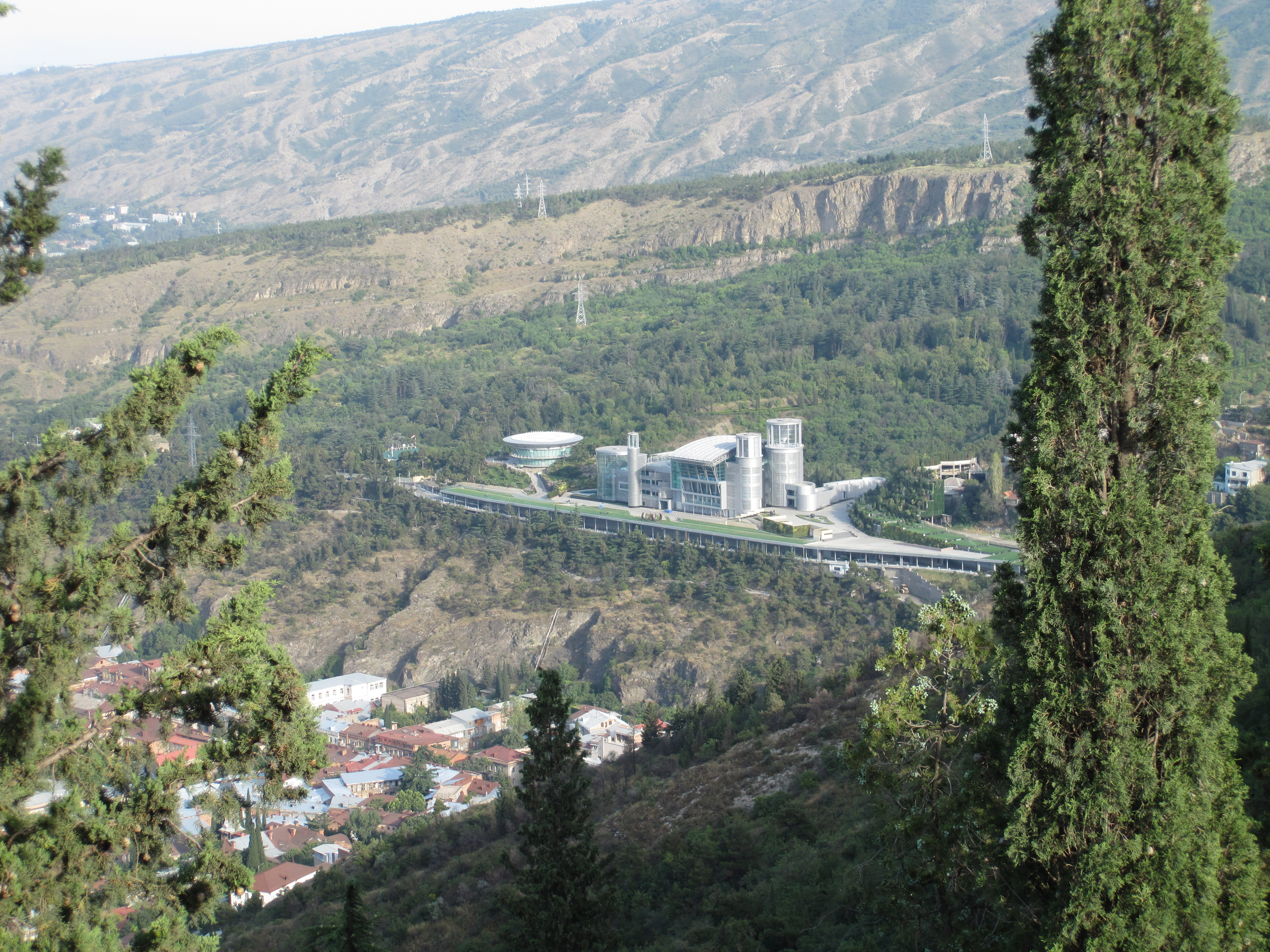
Wohnsitz und Geschäftsgebäude Iwanischwilis bei Tiflis

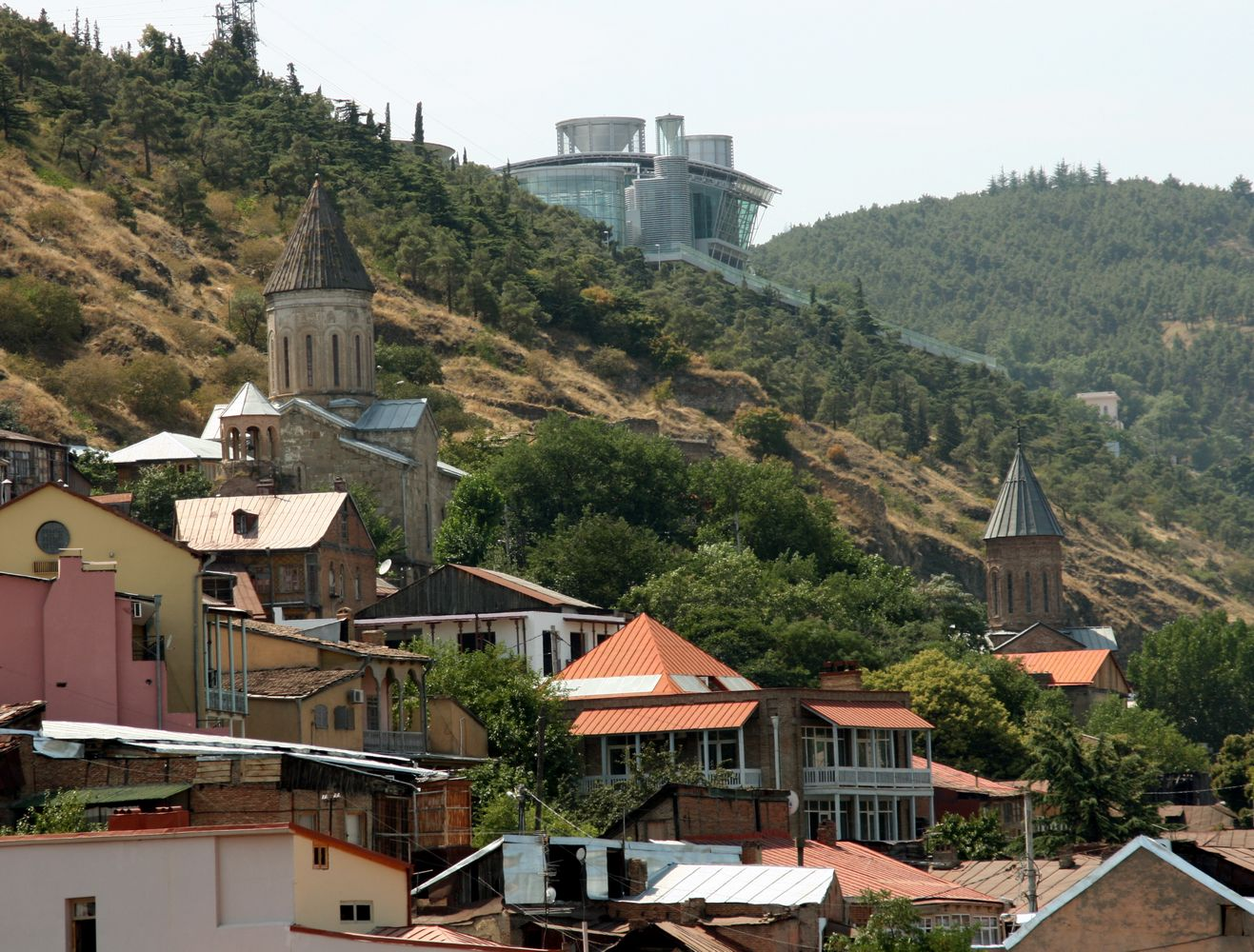
Iwanischwilis Wohn- und Geschäftskomplex aus der Nähe

Bidsina Iwanischwili (georgisch ბიძინა ივანიშვილი; russisch Борис Григорьевич Иванишвили Boris Grigorjewitsch Iwanischwili; * 18. Februar 1956 in Tschorwila bei Satschchere, Georgische SSR, Sowjetunion) ist ein georgischer Unternehmer, Politiker und Oligarch. Der Milliardär gründete im Dezember 2011 eine Bürgerbewegung, aus der im April 2012 die georgische Oppositionspartei Georgischer Traum hervorging. Vom 25. Oktober 2012 bis zum 20. November 2013 war er Premierminister von Georgien.
In den Pandora Papers, einem 2021 veröffentlichten großen Datenleck über Steueroasen, wird er als Aktionär, Direktor oder Begünstigter von Briefkastengesellschaften genannt.

## Leben
Bidsina Iwanischwili wurde als jüngstes von fünf Kindern eines Kleinbauern und seiner Ehefrau in der Region Imeretien geboren. Der Vater arbeitete zeitweise in einer Manganfabrik. Die Familie war jedoch so arm, dass Iwanischwili nach eigenen Aussagen keine Schuhe besaß und barfuß laufen musste. Er schloss die Oberschule in Satschchere mit sehr guten Noten ab und begann ein Studium der Ingenieurs- und Wirtschaftswissenschaften an der Staatlichen Universität Tiflis. Nebenher jobbte er in einem Stahlwerk. 1982 wechselte er nach Moskau, wo er sein wirtschaftswissenschaftliches Studium an der Staatlichen Universität für Verkehrswesen fortsetzte.
Bei einem Nebenjob als Nachhilfelehrer traf Iwanischwili auf Witali Malkin, mit dem er in der Perestroika-Zeit ein Importunternehmen für Computer, Videorekorder und Telefone gründete. Bis 1990 hatten die zwei Partner bereits rund 100.000 US-Dollar erworben. Mit dem Geld gründeten sie 1990 die Rossiski Kreditbank, die sich zunächst dem Geldwechseln widmete. Im Zuge der Privatisierung des russischen Staatsvermögens erwarb die Kreditbank Eisenminen. Im Rohstoffgeschäft erzielte Iwanischwili enorme Gewinne und bekam bald die russische Staatsbürgerschaft.
1999 wurde Iwanischwilis Vermögen auf 3,2 Mrd. Dollar geschätzt, 2012 war es auf geschätzte 6,4 Mrd. Dollar gewachsen. Der Milliardär machte mit spektakulären Käufen von sich reden: Seine Holding Unikor erwarb das frühere Hotel Lux in Moskau, das er zu einem „Luxus-Fashion-Hotel“ umbauen ließ. Auf den Britischen Jungferninseln besitzt er die Briefkastengesellschaft Lynden Management Ltd. 2006 erwarb er eines der bekanntesten Gemälde von Pablo Picasso, Dora Maar au Chat, für 95 Mio. Dollar.
2003 kehrte Iwanischwili nach Georgien zurück. Er lebt mit seiner Ehefrau und drei Kindern abwechselnd an seinem Geburtsort Tschorwila, den er finanziell unterstützt, und in einer Residenz mit vorgelagerten Geschäftsgebäuden seiner Firmen in Tiflis. Der Komplex wurde von dem japanischen Architekten Shin Takamatsu entworfen und wird auf einen Wert von 50 Mio. Dollar geschätzt. Als er im März 2010 die französische Staatsangehörigkeit annahm, wurde ihm die georgische entzogen.

## Politisches Engagement und Wahl zum Premierminister
Nach der Rosenrevolution in Georgien finanzierte Iwanischwili heimlich die Reformen Präsident Micheil Saakaschwilis. Er bezahlte neue Stiefel für die Streitkräfte Georgiens. Die georgische Polizei bekam aus seinen Mitteln neue Fahrzeuge. Er half, die Bezahlung von Parlamentariern und Mitarbeitern der Ministerialbehörden anzuheben, um sie gegen Bestechungsgelder resistenter zu machen. Das Verhältnis Iwanischwilis zum Präsidenten kühlte jedoch ab, als Saakaschwili bei Massenprotesten in Georgien 2007 mit Wasserwerfern und Tränengas gegen Dissidenten durchgriff, aus Sicht Iwanischwilis die Medien kontrollieren ließ und im Jahr 2008 der Kaukasuskrieg zwischen den von Russland unterstützten südossetischen und abchasischen Separatisten und Georgien ausbrach. Saakaschwili habe ihn hinters Licht geführt, sagte der Milliardär.
Im Oktober 2011 kündigte Iwanischwili an, eine politische Partei mit dem Ziel gründen zu wollen, an den georgischen Parlamentswahlen 2012 teilzunehmen. Im April 2012 gründete er das Parteienbündnis Georgischer Traum. Es vereinigte verschiedene Oppositionsparteien, darunter die Republikanische Partei, die Freien Demokraten, das Nationale Forum, die Konservative Partei und die Partei für die Industrialisierung Georgiens. Präsident Saakaschwili griff Iwanischwili daraufhin als einen „Strohmann“ Moskaus an.
Bei den georgischen Parlamentswahlen am 1. Oktober 2012 errang Iwanischwili mit dem Bündnis Georgischer Traum einen Erdrutschsieg. Mit 54,9 Prozent der abgegebenen Stimmen lag er deutlich vor der Partei Vereinte Nationale Bewegung des Präsidenten Micheil Saakaschwili, die 40,4 Prozent der Stimmen gewann.
Um Premierminister werden zu können, gab Iwanischwili seine französische Staatsangehörigkeit auf und erhielt seine georgische Staatsbürgerschaft zurück. Er trennte sich auch von seinen Geschäftsanteilen in Russland und von seinem russischen Pass.
Am 25. Oktober 2012 wurde Iwanischwili vom Parlament in Kutaissi zum georgischen Premierminister gewählt. 88 von 150 Abgeordneten, drei Abgeordnete mehr, als seine neue Regierungskoalition Mandate hatte, votierten für ihn.
Dokumente der im April 2013 veröffentlichten Offshore-Leaks zeigen, dass Bidsina Iwanischwili die Firma Bosherston Overseas Corp. auf der Steueroase Britische Jungferninseln besitzt. Ein Sprecher des Premiers sagte, sein Engagement sei im Einklang mit den Gesetzen, weil er über die Firma 2012 kein Einkommen erzielt habe, das zu versteuern gewesen wäre. Deswegen habe er die Firma auch nicht in der (für georgische Regierungsmitglieder obligatorischen) Einkommenserklärung für die Periode 2011/2012 offenlegen müssen.
Im November 2013 trat Iwanischwili zugunsten seines bisherigen Innenministers Irakli Gharibaschwili vom Posten des Premierministers zurück, ist in der öffentlichen Wahrnehmung aber noch immer die Galionsfigur seiner Partei.
Am 26. April 2018 kündigte er an, dass er die Parteiführung der Partei Georgischer Traum wieder übernehmen wolle. Unter seiner Führung konnte die Partei die Parlamentswahl in Georgien 2020 für sich entscheiden, auch wenn es von der Opposition Vorwürfe der Wahlmanipulation gab. Drei Monate später erklärte er seinen Rücktritt von der Politik. Dennoch blieb er im Hintergrund in einer starken Position und sorgte dafür, dass sich die georgische Regierung weiter an Russland annäherte. Zum Jahreswechsel 2023/24 kündigte er an, wieder in die Politik zurückzukehren und wurde als Ehrenvorsitzender der Partei ernannt. Daraufhin trat der Premier Irakli Gharibaschwili zurück und wurde durch Irakli Kobachidse ersetzt. Er spielte auch eine zentrale Rolle bei der Eskalation der Proteste gegen das Gesetz über ausländische Agenten im April 2024. Stefan Meister, Leiter des Zentrums für Ordnung und Governance in Osteuropa, Russland und Zentralasien bei der Deutschen Gesellschaft für Auswärtige Politik (DGAP), bezeichnet Iwanischwili als zentralen Strippenzieher im Land. Er entscheide „alles Wesentliche, was in dem Land passiert“ und habe im April eine „autoritäre Wende“ angekündigt.